# Taťjana Ledovská
Taťjana Ledovská, rusky Татьяна Михайловна Ледовская (* 21. května 1966) je bývalá sovětská atletka, která se věnovala čtvrtce s překážkami, mistryně světa v této disciplíně z roku 1991.

## Sportovní kariéra
Na olympiádě v Soulu v roce 1988 byla členkou vítězné sovětské štafety na 4 × 400 metrů (štafeta SSSR při svém vítězství vytvořila světový rekord časem 3:15,17) a ve finále běhu na 400 metrů překážek doběhla do cíle druhá. Na evropském šampionátu ve Splitu v roce 1990 zvítězila v běhu na 400 metrů překážek a byla členkou stříbrné sovětské štafety na 4 × 400 metrů. Dvě zlaté medaile si odvezla z mistrovství světa v Tokiu v roce 1991 – zvítězila v závodě na 400 metrů překážek a byla i členkou vítězné štafety SSSR na 4 × 400 metrů. Po roce 1992 startovala v barvách Běloruska.

## Osobní rekordy
Dráha
- Běh na 4 × 400 metrů – 3:15,17 min. (1.10. 1988, Soul)  (Současný světový rekord)